# Dremel
Dremel – amerykańskie przedsiębiorstwo produkujące narzędzia do majsterkowania, założone w 1932 przez Alberta J. Dremela w Racine w USA. Od 1996 marka Dremel w całości należy do spółki Robert Bosch GmbH, producenta elektronarzędzi i osprzętu do elektronarzędzi.
Firma Dremel produkuje systemy wielofunkcyjnych narzędzi wysokoobrotowych, narzędzia kompaktowe oraz narzędzia warsztatowe. Narzędzia Dremel są przeznaczone zarówno dla profesjonalistów, jak i majsterkowiczów – hobbystów do prac związanych z renowacją domu, konserwacją pojazdów, obróbką różnych materiałów, modelarstwa, a także do realizacji projektów kreatywnych np. tworzenia biżuterii czy zdobienia przedmiotów użytkowych.

## Historia
- 1906 – Albert J. Dremel emigruje do Ameryki[1].
- 1907–1931 – Dremel opracowuje 55 patentów zarejestrowanych pod jego nazwiskiem, m.in. igła rytująca i pierwsza konstrukcja elektrycznej kosiarki do trawy.
- 1932 – Albert J. Dremel przechodzi na emeryturę, kupuje kilka używanych maszyn produkcyjnych i zakłada w Racine w stanie Wisconsin firmę Dremel.
- 1932 – firma Dremel produkuje pierwszy produkt – elektryczną ostrzałkę do brzytew. Popularność ostrzałki sprawia, że producenci brzytew są zmuszeni obniżyć ceny swoich produktów o połowę.
- 1932 – wprowadzenia na rynek pierwszego narzędzia wielofunkcyjnego – „Moto-Tool” z ręcznie obsługiwanym silnikiem. Było to urządzenie kompaktowe, uniwersalne i wysokoobrotowe, przez co stanowiło alternatywę dla dużych i nieporęcznych elektronarzędzi.
- 1973 – firma Dremel zostaje przejęta przez spółkę Emerson Electric.
- 1977 – firma Emmerson Electric przejmuje firmę Skil. Następuje zintegrowanie działań marek Skil i Dremel.
- 1993 – firma Bosch zostaje w 50% właścicielem marek Skil oraz Dremel.
- 1996 – Dremel staje się w 100% własnością firmy Bosch.
- 2001 – powstaje Dremel Multi – małe wysokoobrotowe narzędzie wielofunkcyjne o dużej mocy.
- 2003 – Dremel wprowadza na rynek pierwsze na świecie narzędzie zasilane akumulatorem litowo-jonowym.

## Produkty marki Dremel
- System narzędzi wielofunkcyjnych – wysokoobrotowe narzędzia przeznaczone do prac w domu i wokół domu. System narzędzi do grawerowania, rzeźbienia, frezowania, cięcia, ścierania, polerowania i innych prac stanowi rozwiązanie zarówno dla specjalistów, jak i dla majsterkowiczów. System narzędzi wielofunkcyjnych Dremel obejmuje narzędzia, akcesoria (w tym opatentowany system mocowania EZ SpeedClic) oraz przystawki (np. wałek giętki, stojak wiertarski, uchwyt precyzyjny i inne ułatwiające dostęp, regulację i poprawiające precyzję pracy).

- Narzędzia kompaktowe – narzędzia uniwersalne do kompleksowej realizacji prac. Systemy tego typu wypełniają lukę między narzędziami specjalistycznymi a tradycyjnymi zestawami dla majsterkowiczów lub są przeznaczone do konkretnych prac, np. grawerowania, klejenia lub lutowania. Narzędzia te są bardziej kompaktowe niż sprzęt amatorski i można z nich korzystać z akcesoriami i przystawkami do specjalistycznych zastosowań.

1. Piła ręczna DSM20
2. Narzędzia oscylacyjne Multi-Max
3. Narzędzie 3-w-1 do cięcia, szlifowania i frezowania TRIO
4. Pistolety do klejenia Glue Gun
5. Narzędzia do grawerowania Engraver
6. Palnik gazowy 6-w-1 VersaTip
7. Palnik stacjonarny VersaFlame

- System narzędzi warsztatowych – obejmuje narzędzia przeznaczone do prac stacjonarnych.

1. Moto-Saw – wyrzynarka brzeszczotowa
2. Fortiflex – narzędzie wielofunkcyjne z regulacją obrotów w pedale nożnym